# Liste des drama taïwanais sous forme de romance
Revenir à drama taïwanais.
| Année | Film                                                   | Nom en chinois | Acteurs notables                                                 | Genre                                |
| ----- | ------------------------------------------------------ | -------------- | ---------------------------------------------------------------- | ------------------------------------ |
| 1983  | Star Knows My Heart                                    | 星星知我心     |                                                                  | Romantique                           |
| 1985  | Un léger sentiment                                     | 牵情           | Koushi (寇世勋) , 蔡燦得 et 丁華寵                               | Romantique                           |
| 1986  | Love in the Rain (Misty Rain)                          | 煙雨濛濛       | Leanne Liu. Chin Han                                             | Romantique, drame                    |
|       | Many Enchanting Nights                                 | 几度夕阳红     | Leanne Liu. Chin Han                                             | Romantique                           |
| 1987  | You Can't Tell Him                                     | 庭院深深       | Leanne Liu. Chin Han                                             | Romantique                           |
| 1988  | The Unforgettable Character                            | 在水一方       | Leanne Liu                                                       | Romantique                           |
| 1989  | Where the Rainbow flies                                | 海鷗飛处彩雲飛 | Zheng Rui. Li Sheng                                              | Romantique                           |
| 1990  | Six rêves                                              | 六個夢         | Leanne Liu, Jin Chao-chun                                        | Romantique                           |
| 1992  | The Legend of White Snake                              | 新白娘子传奇   |                                                                  | Romantique, fantasy, musical         |
|       | Continued Fate of Love                                 | 再世情缘       |                                                                  | Romantique                           |
| 1997  | The Last Tango in Shanghai                             | 上海探戈       |                                                                  | Romantique                           |
| 1999  | The Legendary Siblings                                 | 絕世雙嬌       |                                                                  | Wuxia, romantique                    |
| 2000  | Bloody Pearl                                           | 珍珠彩衣       | Qiu Xin Zhi, Tian Xin, Yue Ling                                  | Period, romantique                   |
|       | Princess Huai Yu                                       | 怀玉公主       | Eric Suen, Zheng Jia Yu, Wang Hao, Chen Sha Li, Liu Xue Hua      | Comédie romantique                   |
|       | Went Up the Wrong Staircase and Slept in the Wrong Bed | 上錯樓梯睡錯床 | Zheng Jia Yu, Zhong Xin Ling, Wallace Chung, Gu Bao Ming         | Comédie romantique                   |
| 2001  | Lavender                                               | 薰衣草         | Tammy Chen, Ambrose Hsu, Joe Chen                                | Romantique                           |
|       | Magical Love                                           | 愛情大魔咒     | Ella Chen, Lan Cheng Long, Hebe Tien, Li Qian Rong               | Romantique                           |
|       | Meteor Garden                                          | 流星花園       | Barbie Hsu, Jerry Yan, Vic Chou, Vanness Wu, Ken Chu             | Romantique                           |
|       | Meteor Rain                                            | 流星雨         | Jerry Yan, Vic Chou, Vanness Wu, Ken Chu, Rainie Yang            | Comédie romantique, et dramatique    |
|       | Poor Prince                                            | 貧窮貴公子     | Vic Chou, Ken Chu, Annie Yi, Edward Ou, Sandrine Pinna, Will Liu | Comédie romantique                   |
|       | Romance in the Rain                                    | 情深深雨濛濛   | Vicki Zhao, Leo Ku, Ruby Lin, Rebecca Wang                       | Romantique                           |
| 2002  | Meteor Garden II                                       | 流星花園 II    | Barbie Hsu, Jerry Yan, Vic Chou, Vanness Wu, Ken Chu             | Romantique                           |
|       | My MVP Valentine                                       | MVP情人        | Angela Chang, Joe Chen, 5566 members                             | Romantique                           |
|       | Peach Girl                                             | 蜜桃女孩       | Annie Wu, Vanness Wu, Kenji Wu                                   | Romantique, drame                    |
| 2003  | At Dolphin Bay                                         | 海豚灣戀人     | Angela Zhang, Ambrose Hsu, Wallace Huo                           | Romantique                           |
|       | Love Storm                                             | 狂愛龍捲風     | Vic Chou, Vivian Hsu, Ken Chu, Beatrice Hsu                      | Romantique                           |
|       | The Rose                                               | 蔷薇之恋       | Ella Chen, Jerry Huang, Joe Cheng, Joelle Lu, Cecilia Yip        | Comédie romantique                   |
| 2004  | 100% Senorita                                          | 千金百分百     | Chen Qiao En, Penny Lin, Wallace Huo, Deric Wan                  | Romantique, drame, comédie           |
|       | Amor de Tarapaca                                       | 紫藤戀         | Han Jae-suk, Ruby Lin                                            | Romantique                           |
|       | Heaven's Wedding Gown                                  | 天國的嫁衣     |                                                                  | Romantique                           |
|       | In Love with A Rich Girl                               | 愛上千金美眉   | Joe Chen, Jason Hsu, Lisa Wang, Zhou Li Cen                      | Romantique                           |
|       | Love Contract                                          | 愛情合約       | Ariel Lin, Mike He                                               | Romantique                           |
|       | Love of the Aegean Sea                                 | 情定愛琴海     | Alec Su, Chae Rim, Peter Ho                                      | Romantique                           |
|       | The Unforgettable Memory                               | 意難忘         | Wang Shixian, Zhang Fengshu, Xu Heng                             | Romantique                           |
| 2005  | Devil Beside You                                       | 惡魔在身邊     | Rainie Yang, Mike He, Kingone Wang                               | Comédie romantique.                  |
|       | It Started With a Kiss                                 | 惡作劇之吻     | Ariel Lin, Joe Cheng, Jiro Wang                                  | Romantique                           |
|       | Green Forest My Home                                   | 綠光森林       | Esther Liu, Leon Jay Williams, Ethan Juan, Song Zhi Ai           | Romantique                           |
|       | KO One                                                 | 終極一班       | Aaron Yan, Jiro Wang, Calvin Chen, Danson Tang, Wu Chun,         | Comédie, fantasy, action, romantique |
|       | Mr Fighting                                            | 格鬥天王       |                                                                  | Action / Romantique                  |
|       | Reaching For The Stars                                 | 真命天女       | Ella Chen, Hebe Tien, Selina Ren, Anthony Guo, Chen Zhi Kai      | Romantique                           |
|       | The Prince Who Turns into a Frog                       | 王子變青蛙     | Joe Chen, Ming Dao, Sam Wang, Joyce Chao                         | Comédie romantique                   |